# 亚显微结构

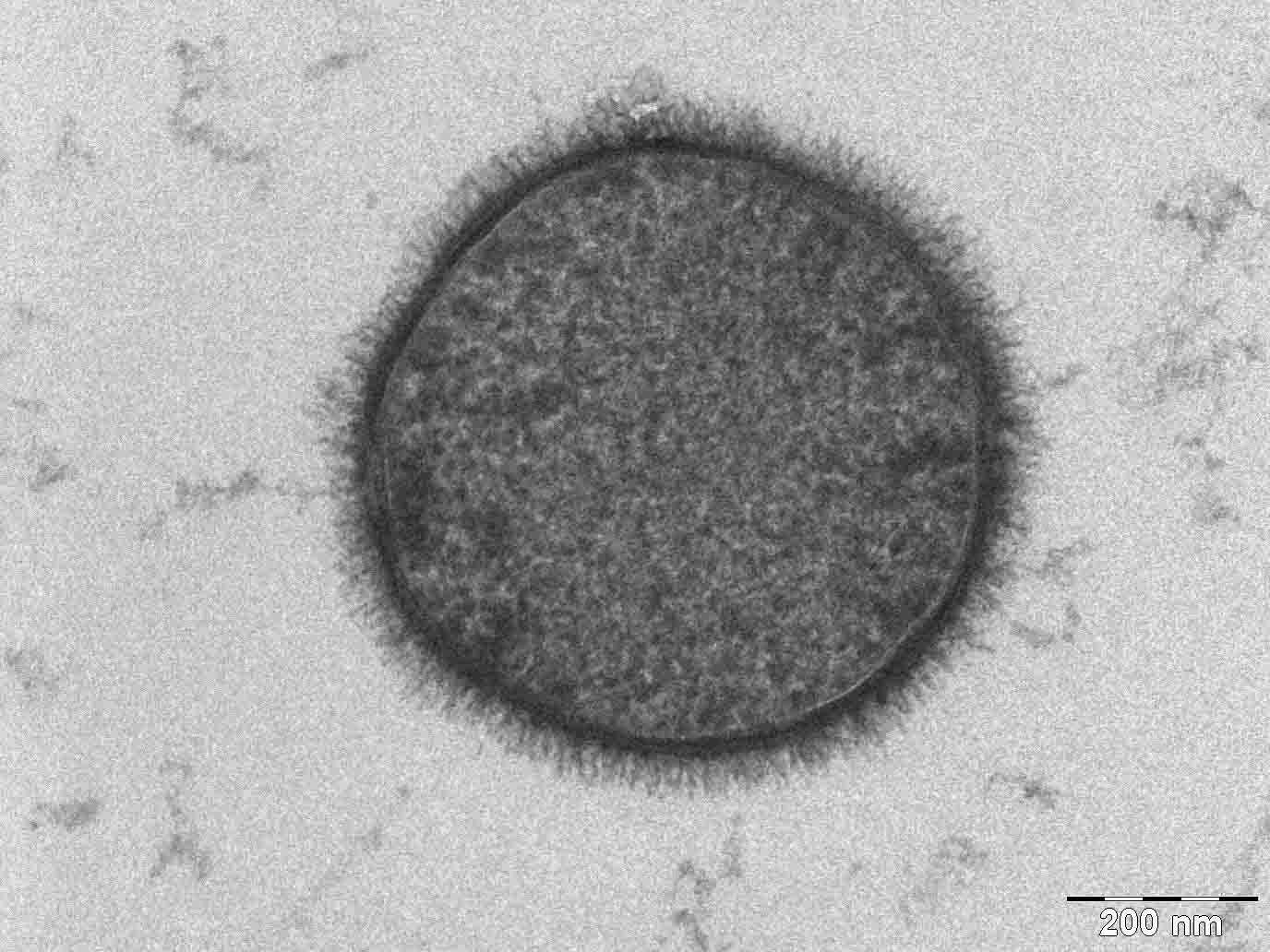
单个细菌细胞(Bacillus subtilis)的亚显微结构。比例尺为200nm.

亚显微结构，又称超微结构，是指在普通光学显微镜下无法分辨的各种微细结构。根据阿贝理论，普通光学显微镜的分辨率极限为～200纳米，也就是说如果所观测物体的尺寸在200纳米附近或小于200纳米，则无法进行观测，这样的物体（如细胞骨架、病毒颗粒等）就可以认为具有亚显微结构。